# تلبث
التَّلَبُّث أو التأخير أو الكمون أو فترة الانتظار (بالإنجليزية: Latency)‏ هو الفاصل الزمني بين عملية تحفيز (stimulation) ما وعملية الرد على ذلك التحفيز، أو، من وجهة نظر عامة، هو فترة التأخير الزمني بين سبب تغير فيزيائي لنظام ما تقع مراقبته والأثر الناتج عن سبب ذلك التغير.